# 巴集乡
巴集乡，是中华人民共和国河南省周口市郸城县下辖的一个乡镇级行政单位。

## 行政区划
巴集乡下辖以下地区：
巴集村、巴楼村、巴屯村、王屯村、叶庄村、谭寨村、赵堂村、青庄村、张屯村、程楼村、魏冢村、段寨村、罗庄村、郭集村、杨屯村、田庄村、刘庄村、曹集村、前屯村、后屯村、枣岗村、槐李村、贾庄村、徐楼村、屯民村和喻庄村。